# Balboa (moneda de Panamá)
El balboa es la moneda nacional de Panamá. No se trata de una moneda plenamente independiente, sino una versión local del dólar estadounidense y sirve para transacciones pequeñas ya que no cuenta con billetes, solo monedas de centésimos y un balboa que se encuentran fijado al dólar. Dichas monedas no son de curso legal en Estados Unidos.   
La relación Balboa-Dólar es similar al que guardan el dólar tuvaluano y el dólar kiribatiano con el dólar australiano o la corona de las Islas Feroe con la corona danesa. El balboa no es una moneda independiente, sino una variación de la unidad monetaria estadounidense.
Su nombre es en honor del explorador y conquistador español Vasco Núñez de Balboa. 

## Historia
El balboa está atado al valor del dólar estadounidense desde 1904 cuando la Convención Nacional de Panamá emite la Ley 84 de 28 de junio donde en su artículo uno decreta que el balboa como unidad monetaria hecha de plata fina 0,900 con un peso de 1672 miligramos y que el dollar oro de los Estados Unidos equivalía a un balboa y también era de curso legal. La unidad monetaria de la República será el Balboa, o sea una moneda de gramo seiscientos setenta y dos miligramos (1.672), de peso de novecientos milesimos (0 .900) de fino, divisible en cien centésimos. El actuar dólar de oro de los Estados Unidos de América y sus múltiplos serán de curso legal en la República, por su valor nominal equivalente a un balboa.
Según la Asociación Numismática de Panamá, un año luego de la separación de Colombia, se recogieron las monedas circulante de ese país, las fundieron e hicieron las monedas de la nueva república. Eran hechas de plata con pureza de 90% y había cinco diferentes denominaciones: de 2½, 5, 10, 25 y 50 centésimos. El Balboa eran dos monedas de 50 céntimos, conocidos como pesos. En 1931, mediante un acuerdo hecho con Estados Unidos, se emite el primer balboa de oro, de similares características a la moneda estadounidense de esa época. Panamá fue el segundo país[cita requerida] del continente americano cuya economía fue dolarizada. 
Por medio del decreto número 6 de 30 de septiembre de 1941 se creó el Banco Central de Emisión de la República de Panamá y el día siguiente, por medio del decreto número 103 de 1 de octubre de 1941 se ordenó la puesta en circulación de papel moneda fiduciaria, lo cual ocurrió el 2 de octubre del mismo año.

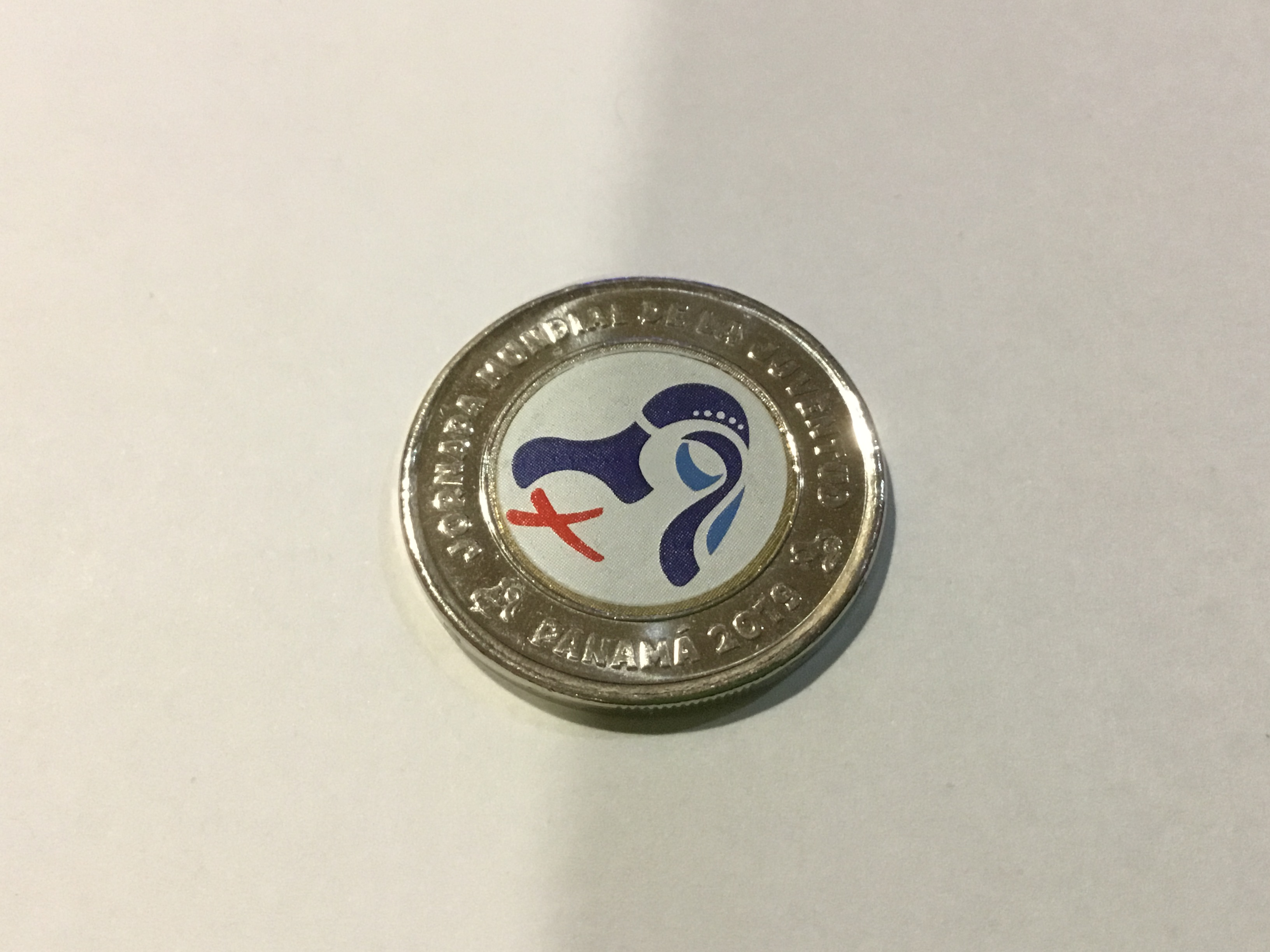
Balboa conmemorativo a la JMJ 2019.

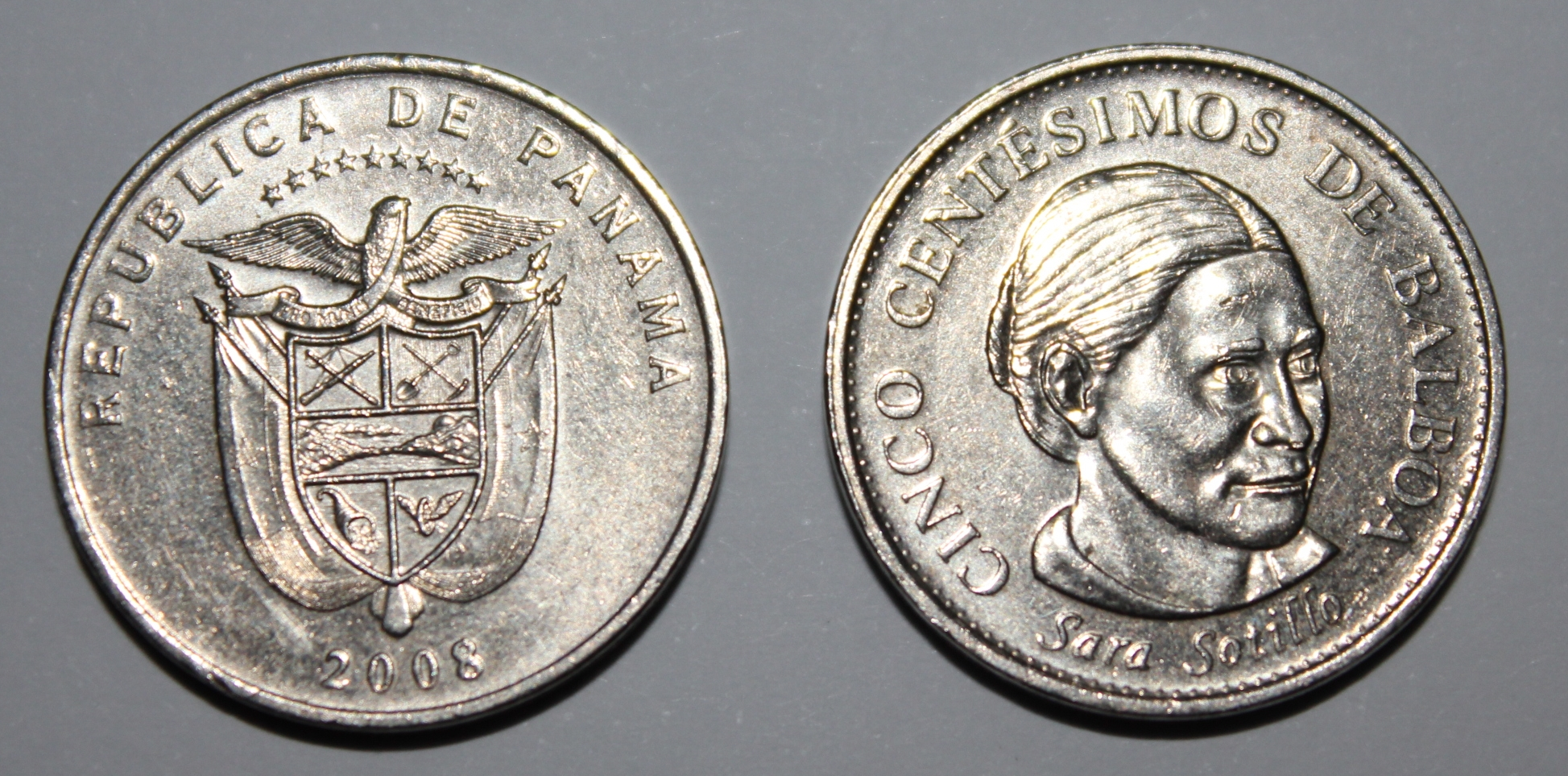
Moneda de 5 centésimos de balboa acuñada en honor a Sara Sotillo en el año 2008 por el Gobierno Nacional de Panamá

Curiosamente, el contralor de Panamá canal emitió una circular el 7 de octubre, mediante la cual indicó que el papel moneda panameño podía ser aceptado en todas las dependencias del canal. A los siete días de su puesta en circulación el gobierno de turno es derrocado y el papel moneda comenzó a ser retirado de circulación. Los billetes fueron incinerados en los talleres del Colegio Artes y Oficios del 13 de junio al 6 de julio de 1942. Los billetes habían sido impresos por la Hamilton Bank Note Company. Se estima que circularon hasta 305,000 balboas y que sobrevivieron la incineración unos 7,000. 
Adicionalmente en el 2010 entró en circulación la moneda de un balboa, que está a la par con el billete de un dólar estadounidense y se emitieron 40 millones de balboas en dicha moneda.
Sin embargo, la recepción de esta moneda fue negativa ya que la ciudadanía denunció un uso forzoso de la moneda en detrimento del billete estadounidense y por ello la moneda fue apodada como "Martinelli", en referencia al presidente panameño Ricardo Martinelli, a quien se atribuyó el uso de la moneda.

## Monedas en circulación
| Imagen | Denominación (฿)           | 1.ª emisión | Metal  | Metal  | Diámetro | Canto       | Anverso                        | Reverso                  | Apodo |
| Imagen | Denominación (฿)           | 1.ª emisión | Anillo | Centro | Diámetro | Canto       | Anverso                        | Reverso                  | Apodo |
| ------ | -------------------------- | ----------- | ------ | ------ | -------- | ----------- | ------------------------------ | ------------------------ | --- |
|        | Un centésimo de balboa     | 1996        | Cu*Zn  | Cu*Zn  | 19 mm    | Liso        | Urracá y año                   | Valor facial             | Un centavo |
|        | Cinco centésimos de balboa | 2006        | CuNi   | CuNi   | 21 mm    | Liso        | Sara Sotillo y valor           | Escudo y año             | Un real |
|        | Un décimo de balboa        | 2008        | Ni*Cu  | Ni*Cu  | 18 mm    | Estriado    | Vasco Núñez de Balboa y facial | Escudo nacional y año    | Un dain. La moneda de 10 centavos de Estados Unidos se llama, Dime pero se pronuncia "daim" pero con el día a día, la población panameña convirtió la pronunciación de "daim" a "dain".                                                            |
|        | Un cuarto de balboa        | 2001        | Ni*Cu  | Ni*Cu  | 24 mm    | Estriado    | Vasco Núñez de Balboa y facial | Escudo nacional y año    | A la moneda de 25 centavos de Estados Unidos le llaman «Cuara» ya que en inglés se llama, Quarter Dollar, pero con el día a día, la población panameña adaptó la pronunciación.                                                                    |
|        | Medio balboa               | 2001        | Ni*Cu  | Ni*Cu  | 30 mm    | Estriado    | Panamá Viejo y año             | Escudo nacional y facial | Un peso |
|        | Un balboa                  | 2011        | Ni*Ac  | Lat*Ac | 26 mm    | Discontinuo | Vasco Núñez de Balboa y año    | Escudo nacional y facial | «Martinelli», desde 2011 en Panamá comenzó a circular una moneda con valor de un dólar, de colores dorado y plateado. Por estar dentro del quinquenio del expresidente, Ricardo Martinelli, el pueblo la bautizó con el apellido del expresidente. |